# 1969年東京都議会議員選挙
1969年東京都議会議員選挙は、東京都の議決機関である東京都議会を構成する都議会議員を全面改選するため、1969年7月13日に投票が行われた日本の地方選挙である。

## 概要
都議会議員の任期4年が満了したことに伴って実施された選挙である。1965年に東京都議会は自主解散し、同年選挙が行われたことで統一地方選挙より2年ずれる形で実施されている。
今回の選挙では、2年前の都知事選で誕生した美濃部亮吉革新都政に対する中間評価のみならず、前回総選挙から2年半が経過し総選挙が間近とされる状況下で政治動向を測る上でも重要視される選挙となった。また多摩地域の都市化の進行による人口増から北多摩選挙区を4つに分割の上で調布市選挙区も統合、総定数が6増えることになった。

## 選挙日程など
- 改選議席数：126議席（前回より6議席増）
- 告示：1969年6月28日
- 立候補届け出期限：7月1日
- 投票日：7月13日
- 立候補者数：255名

| 党派       | 立候 補者 | 現有 議席   |
| ---------- | --------- | ----------- |
| 日本社会党 | 61        | 43          |
| 自由民主党 | 68        | 35          |
| 公明党     | 25        | 22          |
| 日本共産党 | 37        | 9           |
| 民社党     | 17        | 4           |
| 諸派       | 4         | 1           |
| 無所属     | 43        | 0           |
| 合計       | 255       | 114 （欠6） |

## 選挙結果
- 投票率[2]：59.73％

| 党派       | 当選者 合計 | 新旧内訳 | 新旧内訳 | 新旧内訳 | 新旧内訳 | 現有 議席 | 前回 選挙 | 得票数    | 得票率 |
| 党派       | 当選者 合計 | 現職     | 前職     | 元職     | 新人     | 現有 議席 | 前回 選挙 | 得票数    | 得票率 |
| ---------- | ----------- | -------- | -------- | -------- | -------- | --------- | --------- | --------- | ------ |
| 自由民主党 | 54          | 28       | 7        | 0        | 19       | 35        | 38        | 1,493,493 | 32.98  |
| 公明党     | 25          | 22       | 0        | 0        | 3        | 22        | 23        | 784,090   | 17.31  |
| 日本社会党 | 24          | 18       | 3        | 0        | 3        | 42        | 45        | 1,096,993 | 24.22  |
| 日本共産党 | 18          | 7        | 0        | 0        | 11       | 9         | 9         | 653,811   | 14.43  |
| 民社党     | 4           | 3        | 0        | 0        | 1        | 4         | 4         | 221,132   | 4.88   |
| 諸派       | 0           | 0        | 0        | 0        | 0        | 1         | 0         | 1,811     | 0.03   |
| 無所属     | 1           | 0        | 0        | 0        | 1        | 0         | 1         | 276,663   | 6.11   |
|            | 126         | 78       | 10       | 0        | 38       | 113       | 120       | 4,527,993 | 100    |

注：得票数に関し、案分票で生じた小数点以下の得票は切り捨てた。
選挙の結果、これまで都議会第一党だった社会党が議席を大幅に減らして惨敗、自民・公明に次ぐ第3党に転落した。そして自民党は第一党の座を取り返したが、過半数を占めるまでにはいたらなかった。公明党は25名の候補者全員が当選、共産党は選挙前の議席を倍増した。民社党は現状維持に留まった。

## 当選した議員
自由民主党 
 公明党 
 日本社会党 
 日本共産党 
 民社党 
 無所属 
| 千代田区 | 山口虎夫   | 加藤清政   |              |            | 中央区   | 矢田英夫     | 石島三郎   |            |            |
| 港区     | 大塚雄司   | 砂田昌寿   | 平山羊介     | 窪田みつ   |          |              |            |            |            |
| 新宿区   | 藤井富雄   | 茶山克巳   | 小野田増太郎 | 清水長雄   | 文京区   | 栗原茂       | 酒井良造   | 名古屋誠吉 |            |
| 新宿区   | 四谷信子   |            |              |            |          |              |            |            |            |
| 台東区   | 深谷隆司   | 森川清次   | 内山栄一     | 川俣晶三   | 墨田区   | 大川清幸     | 伊藤昌弘   | 上村重人   | 樋口亀吉   |
| 台東区   | 伊木カエコ |            |              |            |          |              |            |            |            |
| 江東区   | 神田学忠   | 高木和夫   | 村井大吉     | 小倉康男   |          |              |            |            |            |
| 品川区   | 竜年光     | 大沢三郎   | 佐藤進       | 山村久     | 目黒区   | 小泉隆       | 小杉隆     | 岡田幸吉   | 田村東洋彦 |
| 品川区   | 桜井政由   | 岡本丈     |              |            |          |              |            |            |            |
| 大田区   | 山崎良一   | 板倉弘典   | 松尾喜八郎   | 醍醐安之助 | 世田谷区 | 五島正三     | 三田忠英   | 小林三四   | 河野一郎   |
| 大田区   | 大山正行   | 松本鶴二   | 大沢三郎     | 福村治平   | 世田谷区 | 小畑マサエ   | 林永二     | 菅沼元治   | 岸本千代子 |
| 渋谷区   | 粕谷茂     | 川崎実     | 金森基代治   | 北田繁     | 中野区   | 花曲勤       | 後藤マン   | 高橋一郎   | 矢島正     |
| 杉並区   | 藤原行正   | 川村千秋   | 田中充       | 藤原哲太郎 | 豊島区   | 今泉太郎     | 杉浦茂     | 矢島博文   | 福岡光雄   |
| 杉並区   | 机里美     | 中山一     |              |            |          |              |            |            |            |
| 北区     | 川上昭三   | 塩谷アイ   | 安孫子清水   | 富田直之   | 荒川区   | 星野義雄     | 春日井秀雄 | 町田勝二   | 順井博     |
| 北区     | 渋谷一郎   |            |              |            |          |              |            |            |            |
| 板橋区   | 宮沢良雄   | 野村正太郎 | 菅原宗一     | 田中熊吉   | 練馬区   | 高橋久子     | 菅原世光   | 加藤源蔵   |            |
| 板橋区   | 金子二久   |            |              |            |          |              |            |            |            |
| 足立区   | 三宅政一   | 細井宥司   | 大山雅二     | 加藤千太郎 | 葛飾区   | 西方国治     | 村田宇之吉 | 宮沢道夫   | 石井博     |
| 足立区   | 佐野善次郎 |            |              |            |          |              |            |            |            |
| 江戸川区 | 井上浩一   | 田島衛     | 宇田川政雄   | 渋沢利久   | 八王子市 | 滝沢勇       | 関根義一   |            |            |
| 立川市   | 中村富雄   |            |              |            | 武蔵野市 | 実川博       |            |            |            |
| 三鷹市   | 稲村明喜   |            |              |            | 青梅市   | 宇津木啓太郎 |            |            |            |
| 昭島市   | 田中晃     |            |              |            | 町田市   | 中金義男     |            |            |            |
| 北多摩1  | 土方洋一   | 萩谷勝彦   | 島田繁正     |            | 北多摩2  | 鈴木仁       | 小沢潔     | 朝倉篤郎   | 星野亮勝   |
| 北多摩3  | 神林芳夫   | 新井一男   |              |            | 北多摩4  | 小川睦郎     | 棚橋泰助   | 山口正憲   |            |
| 南多摩郡 | 古谷太郎   |            |              |            | 西多摩郡 | 田村利一     |            |            |            |
| 島部     | 小坂辰義   |            |              |            |          |              |            |            |            |

### 補欠選挙・繰上当選・当選人更正
- 1971年4月の補欠選挙は1971年東京都知事選挙に、1972年12月の補欠選挙は第33回衆議院議員総選挙に便乗する形で施行。

| 年     | 月日     | 選挙区         | 当選者     | 当選政党   | 欠員     | 欠員政党   | 欠員事由                                     |
| ------ | -------- | -------------- | ---------- | ---------- | -------- | ---------- | -------------------------------------------- |
| 1969年 | 8月6日   | 千代田区選挙区 | 川俣光勝   | 無所属     | 山口虎夫 | 自由民主党 | 死去（繰上当選）                             |
| 1970年 | 3月1日   | 立川市選挙区   | 若松貞一   | 自由民主党 | 中村富雄 | 自由民主党 | 死去                                         |
| 1970年 | 6月6日   | 江東区選挙区   | 深野昱子   | 自由民主党 | 小倉康男 | 日本社会党 | 当選無効（投票集計ミスにより当選人更正決定） |
| 1971年 | 4月11日  | 練馬区選挙区   | 奥山則男   | 自由民主党 | 高橋久子 | 日本社会党 | 死去                                         |
| 1972年 | 12月10日 | 江戸川区選挙区 | 長沢透     | 自由民主党 | 井上浩一 | 公明党     | 死去                                         |
| 1972年 | 12月10日 | 江戸川区選挙区 | 鈴木善次郎 | 公明党     | 渋沢利久 | 日本社会党 | 第33回衆議院議員総選挙立候補準備のため辞職   |

## 主な出来事
- 練馬区投票所襲撃事件
- 江東区選挙区集計ミスによる当選人の更正
  - 江東区選挙区（定員4人に9人が立候補）で深野昱子（自由民主党）が、4位で当選となった小倉康男（日本社会党）と4票差で5位となり落選した。これに対し再集計を求めて東京高等裁判所に提訴。1970年4月15日に裁判所が有効票を検証したところ、3位で当選した村井大吉（自由民主党）の票の束が小倉の得票内に紛れ込んでいたことが発覚した。これにより、小倉の投票数から500票を減算されて、深野が小倉の票数を逆転して4位となり「当選人の更正」により当選（3位当選の村井の順位と当選決定は変わらず）、4位で当選していた小倉は5位となり落選（当選無効）となった。判決は5月30日付で確定し、同年6月6日の選挙会で深野が当選人して改めて告示された[4][5]。